# 曼弗雷德·施莫德
曼弗雷德·施莫德（德語：Manfred Schmorde，1946年9月18日—），德国男子赛艇运动员。他曾代表东德参加1972年夏季奥林匹克运动会赛艇比赛，获得男子八人单桨有舵手铜牌。